# Ionel Augustin
Ionel Augustin (ur. 11 października 1955 w Bukareszcie) – były rumuński piłkarz występujący na pozycji napastnika.

## Kariera klubowa
Augustin zawodową karierę rozpoczynał w 1974 roku w klubie Dinamie Bukareszt. Sezon 1976/1977 spędził na wypożyczeniu w Jiulu Petroszany. Potem powrócił do Dinama. Występował tam do 1986 roku. W tym czasie zdobył z zespołem cztery mistrzostwa Rumunii (1975, 1982, 1983, 1984), dwa Puchary Rumunii (1982, 1984), a także wywalczył z nim cztery wicemistrzostwa Rumunii (1976, 1979, 1981, 1985). Łącznie zagrał tam w 267 meczach i zdobył 87 bramek.
W 1986 roku Augustin przeniósł się do Viktorii Bukareszt. W 1987 roku oraz w 1988 roku zajmował z nią 3. miejsce w Divizii A. W 1988 roku odszedł również do Rapidu Bukareszt. Następnie grał w zespołach Chimia Râmnicu Vâlcea oraz Unirea Slobozia, gdzie w 1990 roku zakończył karierę. Po zakończeniu kariery, w latach 1995–1996 Augustin trenował Dinamo Bukareszt.

## Kariera reprezentacyjna
W reprezentacji Rumunii Augustin zadebiutował 13 grudnia 1978 roku w przegranym 1:2 towarzyskim meczu z Grecją. W 1984 roku został powołany do kadry na Mistrzostwa Europy. Zagrał tam w pojedynku z Portugalią (0:1). Z tamtego turnieju Rumunia odpadła po fazie grupowej. W latach 1978–1986 w drużynie narodowej Augustin rozegrał w sumie 34 spotkań i zdobył 3 bramki.